# Blanc-Regel
Die Blanc-Regel ist eine Regel der organischen Chemie, welche 1907 von H. G. Blanc aufgestellt wurde. Diese Regel besagt, dass aliphatische Dicarbonsäuren mit zwei und mit drei Methylengruppen (d. h. mit fünf oder weniger Kohlenstoff-Atomen) beim Erhitzen mit dehydratisierenden Mitteln cyclische Anhydride bilden. Aliphatische Dicarbonsäuren mit vier oder mehr Methylengruppen (d. h. mit sechs oder mehr Kohlenstoff-Atomen) bilden nach der Blanc-Regel dagegen Cycloalkanone.

## Beispiele
Ein Beispiel für eine Dicarbonsäure mit zwei Methylengruppen wäre die Bernsteinsäure (1). Aus 1 bildet sich unter Wasserabspaltung Bernsteinsäureanhydrid (2): 
Andere Dicarbonsäuren, die der Dehydratisierung unter Cyclisierung unterliegen sind Glutarsäure, Maleinsäure und Phthalsäure.
Ein Beispiel für eine Dicarbonsäure mit vier Methylengruppen wäre die Adipinsäure (3). Aus 3 bildet sich unter Abspaltung von Wasser und Kohlenstoffdioxid Cyclopentanon (4): 
Andere Dicarbonsäuren, die unter Wasserabspaltung cyclische Alkanone bilden sind Pimelinsäure und Korksäure.